# Mostro marino della HMS Daedalus
Il mostro marino della HMS Daedalus è un presunto criptide che sarebbe stato osservato da una nave militare britannica nell'Oceano Atlantico sud-orientale nel 1848.

## Descrizione

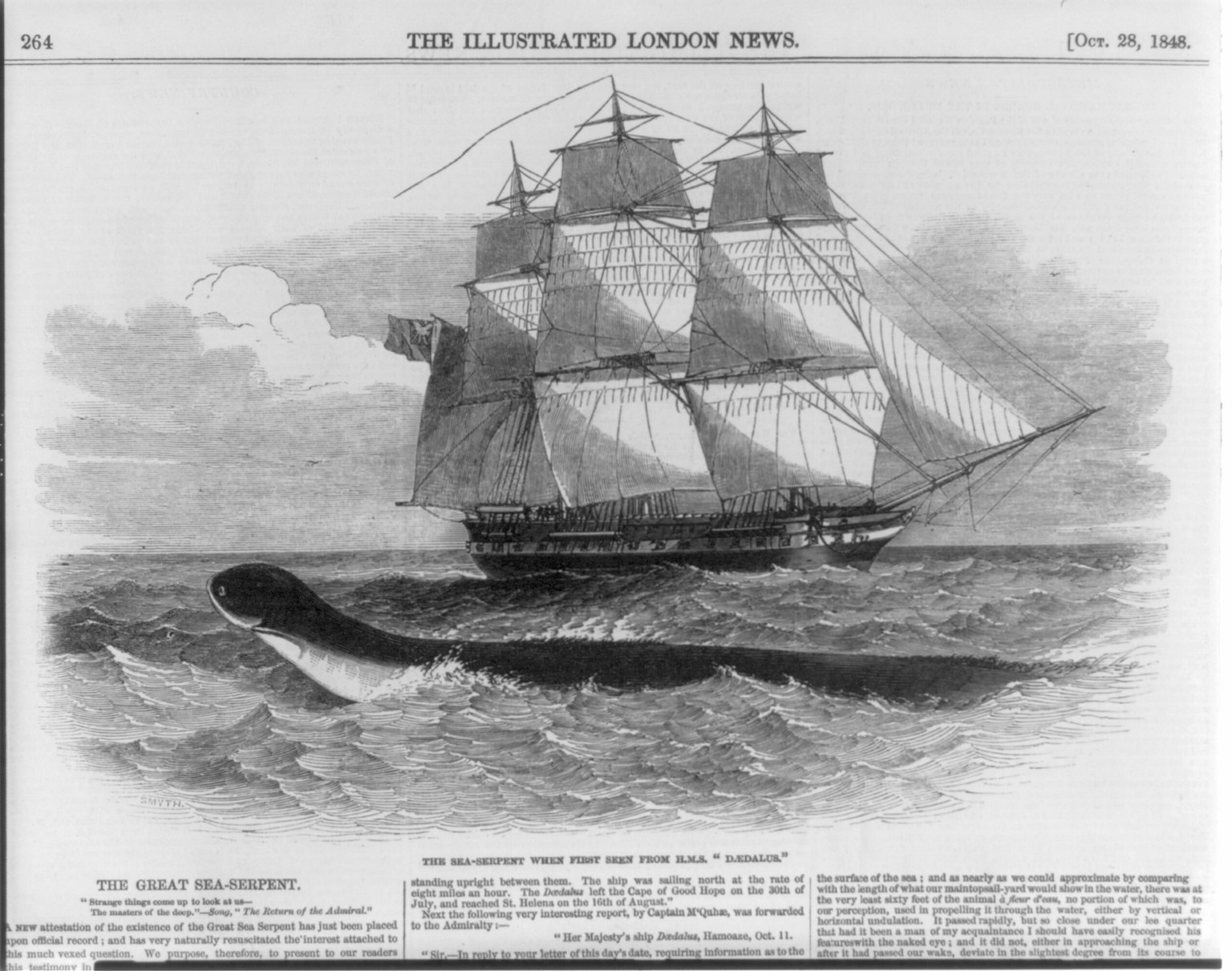
Una delle illustrazioni commissionate dal comandante M'Quhae

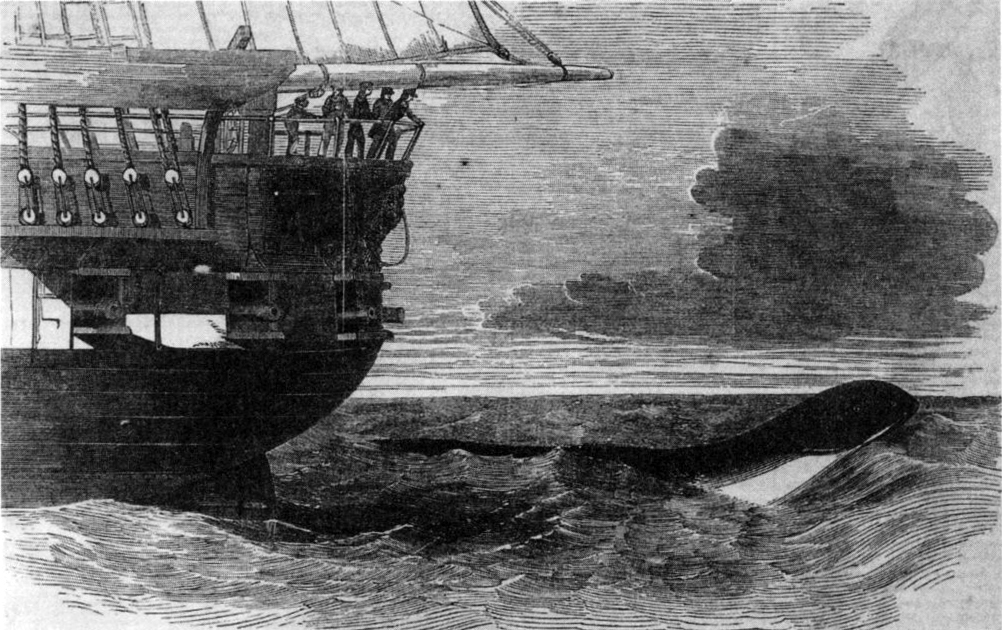
Un'altra illustrazione dell'avvenimento

Il 6 agosto 1848 verso le  17, la corvetta HMS Daedalus di ritorno dalla Nuova Zelanda, navigava nelle acque tra il Capo di Buona Speranza e l'isola di Sant'Elena. Il mezzomarinaio Sartoris avvisò gli ufficiali che erano sul giardinetto della nave di aver visto qualcosa di insolito che stava incrociando la loro rotta. Il capitano Peter M'Quhae e due ufficiali poterono osservare una enorme creatura mai vista. Nel rapporto ufficiale all'ammiragliato, il comandante descrisse l'animale come un enorme serpente, con la testa e le spalle tenute costantemente sopra la superficie dell'acqua per almeno 1,2 m, un corpo lungo all'incirca come il pennone di gabbia dell'albero maestro ed almeno  18 m del quale tenuti a fior d'acqua, non utilizzati, secondo la loro sensazione, per muoversi, né verticalmente né orizzontalmente. Almeno altri 9–12 m si sarebbero trovati immersi. Il diametro del corpo fu stimato in circa 40 cm. Quando spalancò la bocca, munita di molti denti grandi e dentellati, si poté immaginare che in essa potesse stare un uomo in posizione verticale. L'animale passò rapidamente a circa 15 nodi (28 km/h), ma così vicino in basso al lato sottovento che se fosse stato un uomo di sua conoscenza, lo avrebbe sicuramente riconosciuto ad occhi nudi. Non aveva pinne, ma qualcosa di simile ad una criniera di un cavallo, o un mucchio di alghe sparse sulla sua schiena. La testa era simile a quella di un serpente. Il comandante fece di tutto per inseguire l'essere, ma questo proseguiva in direzione opposta. Il primo ufficiale Edgar Atheling Drummond, eseguì uno schizzo del serpente e nel suo diario annotò alcuni altri aspetti come la presenza di una pinna nera spostata indietro di circa 6 m, la testa lunga, appuntita ed appiattita sulla parte superiore e con la mandibola che si proiettava considerevolmente in avanti. Le parti superiori erano marroni scure, quelle inferiori bianco-brunastre. L'animale seguiva una rotta costante senza deviazioni, mantenendo la testa orizzontale e piuttosto sollevata rispetto alla superficie dell'acqua, scomparendo occasionalmente sotto le onde per un brevissimo tempo, e che questo movimento non era apparentemente legato ad alcuna necessità di respirare. Aveva le sembianze di un grosso serpente o di un'anguilla. Affermò che nessuno sulla nave aveva mai visto nulla di simile. Rimase visibile ad occhio nudo per almeno 5 minuti, e con un cannocchiale, per almeno altri 15. La giornata era molto nuvolosa e burrascosa ed il mare era agitato. Un acconto del 1858 di un ufficiale rimasto anonimo, aggiunse che la creatura si trovava a non meno di 180 metri dalla nave, che l'acqua scorreva sotto il suo petto e che fu in vista per circa 10 minuti, durante i quali gli occhi, il muso, le narici, il colore e la forma erano distintamente visibili.
Il 10 ottobre il quotidiano The Times pubblicò un articolo dell'avvenimento. Il London Illustrated News salutò l'accaduto come una nuova testimonianza dell'esistenza del grande serpente marino riportando anche alcune incisioni che lo stesso comandante M'Quhae commissionò ad un illustratore. L'evento ebbe molto clamore con reazioni contrastanti e anche interrogazioni parlamentari sulla convenienza da parte di un ufficiale della Royal Navy di rendere pubblico un rapporto del genere.

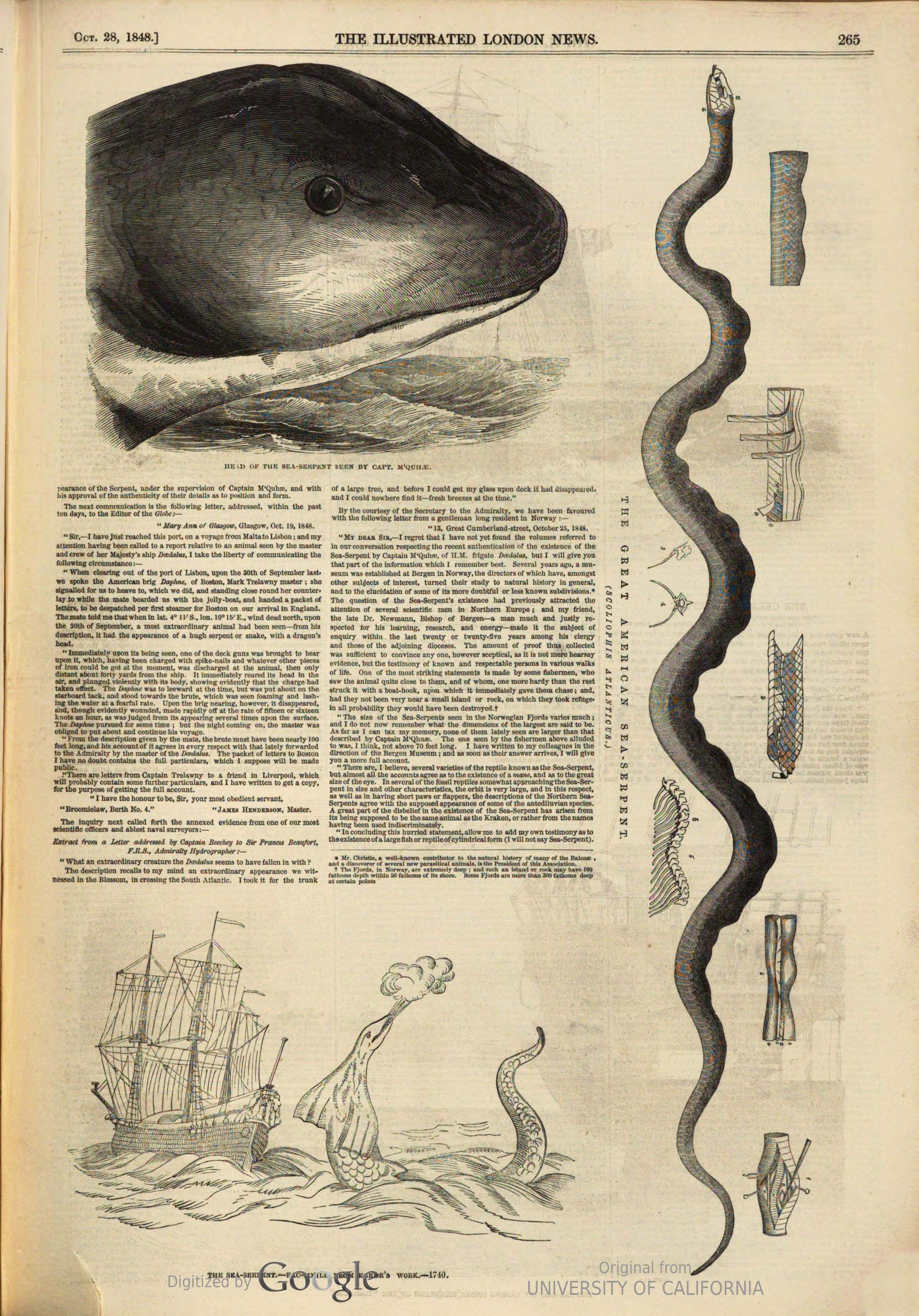
Pagina dell'articolo del London Illustrated News con la terza illustrazione originale raffigurante dettagli della testa

## Spiegazioni
Il primo ed immediato tentativo di dare una spiegazione all'accaduto fu portato da Sir Richard Owen, il quale dichiarò che si trattava semplicemente di un elefante marino che nuotava in mare aperto. Ovviamente l'ipotesi fu rabbiosamente rigettata dallo stesso comandante replicando che ciò del quale furono testimoni era decisamente chiaro. Più recentemente, alla luce dell'osservazione effettuata dall'ufficiale Drummond e dal suo disegno, G. J. Galbreath ritiene che si possa essere trattato di un avvistamento di una Balenottera intenta a nutrirsi in superficie con la bocca spalancata.